# Érd
Érd (Duits: Hanselbeck) is een stad in Hongarije, die op 21 km ten zuidwesten van het centrum van Boedapest ligt. Érd hoort bij het comitaat Pest, maar ligt op maar enkele kilometers van de buitenwijken Budatétény en Nagytétény van Boedapest, op weg 6, en maar op enkele kilometers van de Donau. Het is sinds 2005 een 'stad met comitaatsrecht'.
De stad heeft nog een deel van een Turkse minaret. Het Memento Park ligt in Érd, een park met beelden uit de communistische tijd, waar toeristen uit Boedapest naar komen kijken.

## Groei van Érd
Érd is de belangrijkste groeikern ten zuidwesten van Boedapest en een van de steden die het hardst in Hongarije groeien.
| jaar | inwoners |
| ---- | -------- |
| 2001 | 56 123   |
| 2011 | 63 004   |
| 2015 | 63 993   |
| 2019 | 68 211   |